# Pathibara
Der Pathibara (auch Pyramid oder Pyramid Peak genannt) ist ein Berg im Himalaya in dem Gebirgskamm, der Nepal von Sikkim in Indien trennt.
Der im Kangchendzönga Himal gelegene Pathibara hat eine Höhe von 7123 m. Er liegt 13,32 km nördlich des Achttausenders Kangchendzönga. Der südliche Nachbarberg Kirat Chuli (7365 m) liegt 4,24 km entfernt. Nach Nordosten führt vom Pathibara der Bergkamm zum 4,33 km entfernten Langpo (6965 m).
Entlang der Nordflanke des Pathibara strömt der Westliche Langpogletscher nach Westen.
Der Nebengipfel Pathibara Ost (auch Pathibhara Purba oder Sphinx, 6837 m ⊙) liegt 2 km ostnordöstlich.

## Besteigungsgeschichte
Der Pathibara wurde im April 1993 von einer indisch-japanischen Expedition geführt von Harbhajan Singh (Indisch-Tibetische Grenzpolizei) und Yoshio Ogata (Himalayan Association of Japan) von der indischen Seite kommend über den Nordostgrat erstbestiegen.
Am 24. April erreichten die Japaner Hiroshi Iwazaki, Nobuhiro Shingo und Yoshio Ogata sowie die Inder Jot Singh Bhundari, Sunder Singh Martolia, Lopsang Sherpa und Purba Lepcha den Gipfel.
Weitere Nebengipfel, die im Rahmen der Expedition bestiegen wurden, sind Pathibara Nord (7100 m) und Pathibara Ost.
Die Slowenen Boris Lorencic und Miha Valic bestiegen im Oktober 2007 als Erste den Pathibara von der nepalesischen Seite. Sie durchstiegen dabei die Südwestwand (IV, 50–60°, 1100 m).